# EE-T1 Osório
Engesa EE-T1 Osório byl vývojový prototyp tanku, kterým chtěla firma ENGESA oslovit armády Saúdské Arábie a Brazílie. Obě tyto země požadovaly lehký a poměrně úzký tank - Brazílie chtěla dokonce váhu do 36 tun.
Inženýři firmy ENGESA rezignovali na požadavek váhy (jejíž limit si nastavili na 42 tun) a rozhodli se splnit jen požadavek na šířku (jež umožňovala přepravitelnost tanku po brazilských železnicích). Požadavky Saúdské Arábie pak byly dány špatnou úrovní komunikací, které (jak se zdálo) znemožňovaly provoz tanků o váze okolo 60 tun.
Po skončení studené války však brazilská armáda na tank neměla peníze a saúdská armáda tank odmítla ve prospěch, po válce v Zálivu protežovaného, tanku M1A1 Abrams.
Prototypy zůstaly v muzeu v Brazílii a nedávno byly v aukci odkoupeny brazilskou armádou, která je předvádí na přehlídkách.

## Věž a SŘP
Věž, uložená uprostřed korby, byla navržena britskou firmou Vickers podle požadavků ENGESA.
Je vyrobena svařováním ocelových plátů a vybavena buď 105mm britským kanónem L7, nebo francouzským 120mm kanónem GIAT (určen pro export do Saúdské Arábie).
Byl rovněž zvažován britský 120mm kanón, ale zpětný ráz byl na takto lehký tank moc velký.
Obě věže byly plně stabilizované a systém řízení palby od fy. Marconi byl vybaven počítačem, belgickým zaměřovačem/periskopem LRS-5DNLC a laserovým dálkoměrem. Tank byl vybaven termovizí Philips, která dávala obraz jak střelci, tak veliteli.
Velitel i střelec měli každý svůj periskop.

## Pancíř
Pancíř byl vyroben z kombinace slitiny oceli a hliníku s uhlíkovými vlákny a keramikou (kompozity) a bezpečně odolával všem tehdejším střelám HEAT. Ochrana proti podkaliberní munici nicméně nebyla příliš dobrá.
Ekvivalent pancíře proti Sabot se udával okolo 400mm RHA.

## Pohonná a pojezdová soustava
Podvozek měl hydropneumatické odpružení Dunlop, pásy Diehl o šířce 570mm.
Tank poháněl dvanáctiválcový přeplňovaný vznětový motor MWM TBD 234-V12 o výkonu 1 000 HP / 735,4 kW při 2300 otáčkách za minutu, který byl uložen vzadu a byl spojen s plně automatickou převodovkou se čtyřmi rychlostními stupni pro jízdu vpřed a dvěma pro jízdu vzad.
Poměr váhy ku výkonu byl 17.5.
Původně byl zvažován motor pohánějící tanky Leopard, ale ten byl zavržen kvůli spotřebě a neochotě Německa prodávat zbraně nečlenským státům NATO.
Tank dokáže překonat svislou překážku vysokou 1,15 m, příkop široký 3 m.
Brodí 1,2m bez přípravy / 2m s přípravou, není vybaven systémem pro hluboké brodění.
Max. boční náklon je 40°, dokáže vyjet kopec do 60°.
Měrné zatížení terénu je 0,85kg·cm−1.